# Willie's Magic Wand
Willie's Magic Wand è un cortometraggio muto del 1907 diretto da Walter R. Booth.
La magia fu da subito un'inesauribile fonte di ispirazione per il nascente cinema, perché capace di soddisfare la richiesta di effetti speciali e stupire gli spettatori. Qui si associa ad un altro tema ricorrente fin dalle prime comiche, quello del bambino dispettoso. È la stessa formula che sarà poi usata da Walt Disney nel 1940 in Fantasia nel celebre episodio de L'Apprendista Stregone. Non si conosce il nome dell'attore bambino qui protagonista.
La pellicola si è conservata quasi integralmente, con l'eccezione del finale. Si è preservata la musica originale che accompagnava la proiezione del filmato, composta da Richard White.

## Trama
Il padre intrattiene il bambino con delle divertenti magie. Impossessatosi di nascosto della bacchetta magica, il bambino la usa per compiere una serie di scherzi e di disastri. Alla fine il bambino riceve la giusta punizione.

## Produzione
Il film fu prodotto dalla Charles Urban Trading Company.

## Distribuzione
Distribuito dalla Charles Urban Trading Company, il film - un cortometraggio di tre minuti - uscì nelle sale cinematografiche britanniche nel luglio 1907. Negli Stati Uniti arriva il 21 marzo 1908 grazie alla Kleine Optical Company.